# Мерденов, Юрий Петрович
Ю́рий Петро́вич Мерде́нов (5 февраля 1936, Орджоникидзе, РСФСР, СССР — 28 февраля 2021, Рязань, Россия) — советский и российский артист цирка, наездник-джигит и дрессировщик, народный артист РСФСР (1992).

## Биография
Родился 5 февраля 1936 года в г. Орджоникидзе. В 1951 году дебютировал в аттракционе «Джигиты Али-Бек». Здесь он прошёл серьёзную профессиональную школу у выдающегося наездника и дрессировщика Алибека Кантемирова.
В 1964 году Мерденова приглашают в азербайджанский коллектив, возглавить работу над созданием ансамбля «Джигиты Азербайджана». Через год конный ансамбль, созданный Юрием Мерденовым, становится в ряд с лучшими номерами Союзгосцирка в этом жанре. Номер удостаивается почётного диплома Всесоюзного конкурса артистов цирка.
Коллектив «Джигиты Азербайджана» с успехом принимал участие в этапных для отечественного цирка спектаклях-пантомимах: «Карнавал на Кубе», «Трубка мира», «Знак на скале», «Корчагинцы» и др. Номер принимал участие в съёмках фильмов «Мандат», «Именем революции», «Тревога», «Цвет граната» и др.
В 1974 году в Краснодарском цирке Мерденов создаёт новый красочный конный номер «Кубанские казаки», воспевающий славные традиции кубанского казачества. Вскоре за эту работу руководитель и исполнители номера удостаиваются звания лауреатов Всесоюзного конкурса артистов цирка.
Мерденовские «Казаки» с успехом гастролировали в Европе, Северной Америке и Австралии.
В последние годы «Кубанские казаки» — непременные участники гастролей в Японии. Труппа, возглавляемая Мерденовым, представляла Российскую цирковую компанию в Японии.
В 1982 году встретился с папой римским Иоанном Павлом II.
Скончался 28 февраля 2021 года. Похоронен на Славянском кладбище Краснодара.

## Постановки
- «Кубанские казаки» (Краснодарский государственный цирк. 1974 г.)

## Награды
Государственные награды
- Орден «За заслуги перед Отечеством» IV степени (30 мая 1997 года) — за заслуги перед государством, большой вклад в укрепление дружбы и сотрудничества между народами, многолетнюю плодотворную деятельность в области культуры и искусства[4].
- Орден Почёта (21 сентября 2020 года) — за большой вклад в развитие отечественной культуры и искусства, многолетнюю плодотворную деятельность[5].
- Народный артист РСФСР (3 января 1992 года) — за большие заслуги в области циркового искусства[6]
- Заслуженный артист РСФСР (14 февраля 1980 года).
- Народный артист Северо-Осетинской АССР.
- Заслуженный артист Северо-Осетинской АССР (1960 год).

Общественные награды
- Благодарность Министра культуры и массовых коммуникаций Российской Федерации (24 января 2006 года) — за  добросовестный плодотворный труд, личный вклад в развитие отечественного циркового искусства и в связи с 70-летием со дня рождения[7].
- Орден «За веру, Дон и Отечество» II степени (Ростовская область) (2011 год).
- «Крест генерала Ермолова» (Терское казачье войско).
- Гран-при мэра г. Филадельфии (США) как лучший артист зарубежной программы.
- Гран-при радио и телевидения Японии (1989 год).
- Гран-при международных цирков Италии (1994 год).